# 高松琴平電気鉄道50形電車
高松琴平電気鉄道50形電車（たかまつことひらでんきてつどう50がたでんしゃ）は、高松琴平電気鉄道に在籍した通勤形電車である。

## 概要
1928年に志度線の前身である四国水力電気が1928年の市内線複線化に合わせて梅鉢鉄工所で51 - 56の6両が製造された。志度線・市内線初の半鋼製ボギー車である。また、志度線用車両としては最後の新造車である。
車体は全長11.7m、窓配置はF3-OD10DOで、客用窓は一段窓、戸袋窓は楕円窓（いわゆる丸窓）である。またドア部分の裾が大きく垂れ下がり、車内にステップが取りつけられている。
制御方式は直接制御、主電動機は38.3kw×2であり、外見・性能面の双方で、完全な路面電車規格の車両である。なお、同系の車両に、琴平参宮電鉄の50 - 54が存在した。
戦後、1948年頃までに客用扉のステップが廃止され、かわりに高床ホーム用のステップが取り付けられた。また、直接制御式のまま、簡易連結器を取りつけられている。
集電装置は当初トロリーポールであったが、後にYゲルになり、最終的には台座部分がすぼまった琴電オリジナルの景山式（TK式）パンタグラフを使用した。
戦後、志度線に加え長尾線でも使用されるようになった。
小型車であることなどを理由に、1965年に53 - 56が、1967年に51・52が廃車になり形式消滅した。